# Francesc Garcia

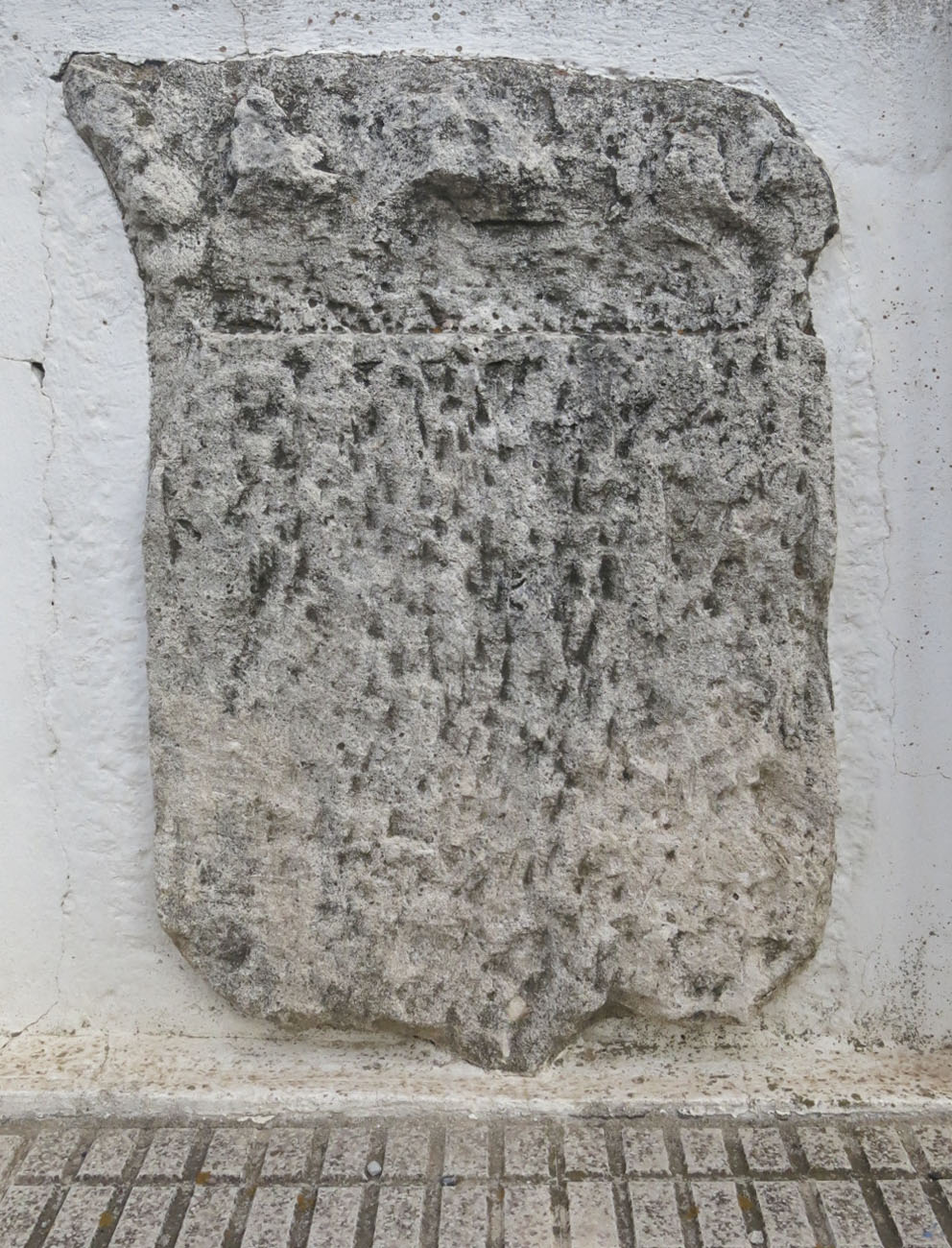
Escut de la família Almúnia (El Ràfol d'Almúnia), picat pels llauradors, en senyal de protesta contra els senyors, durant la Segona Germania.

Francesc Garcia fou un llaurador benestant del Ràfol d'Almúnia i un dels principals caps del moviment de la segona Germania, junt amb Feliu Rubio i Bartomeu Pelegrí. A Vilallonga, dins del Ducat de Gandia, quatre llauradors foren detinguts per negar-se a partir la collita amb el seu senyor, i aquest fou l'últim detonant que feu esclatar la revolta armada. L'endemà, un avalot de tres mil hòmens prengué la ciutat de Gandia, i sense cap més violència, els quatre detinguts foren alliberats. L'alliberament, segurament inesperat, encoratjà als rebels a continuar les mobilitzacions i desplaçar-se cap a València, on demanarien justícia al virrei. Francesc Garcia va fugir després de la derrota agermanada a la batalla de Setla de Nunyes de 1693 i no va ser capturat.
L'austriacista Francesc Garcia tenia reunits un miler d'homes preparats per donar suport al general maulet Joan Baptista Basset i Ramos quan va desembarcar a Altea l'any 1705. Dénia es va decantar per la causa austriacista de forma voluntària. La proclamació de Carles III d'Aragó a aquesta ciutat va determinar l'inici austriacista del Regne de València.